# Vila Fria (Oeiras)
Vila Fria é uma localidade que conforma o limite sul-oriental da freguesia de Porto Salvo, Oeiras. O seu núcleo urbano histórico localiza-se na extremidade sul-ocidental, limitada pela Estrada de Paço de Arcos (EN249-3) e pela A5. Tem registado um crescimento demográfico no início do século XXI, expandindo-se para norte. Limita a nordeste com Leceia, a leste com a Quinta da Moura, a sul com Paço de Arcos e a oeste com Porto Salvo.
Figuras importantes:
- Carolina Rodrigues

- Francisco Ferreira